# 松本峠 (熊野市)
松本峠（まつもととうげ）は、三重県熊野市の大泊と木本を結ぶ峠。多くに石畳が残り竹林の中を通る峠道である。

## 地理
鬼ヶ城の山手に位置しており、熊野古道-伊勢路のルートでもある。
峠にある等身大の地蔵は建立されたその日に妖怪と間違えられ、鉄砲傷を付けられたという逸話がある。峠道には東屋があり七里御浜の風景が一望できる。
また、この峠は送配電会社の供給エリアの境界となっており、ここから東が中部電力パワーグリッド、西が関西電力送配電のエリアである。

## 交通
- 東海旅客鉄道（JR東海）紀勢本線 熊野市駅から徒歩で松本峠登り口まで約20分

## 周辺
- 鬼ヶ城
- 鬼ヶ城センター（無料駐車場あり）
- 熊野古道 - 伊勢路
- 七里御浜
- 大泊海水浴場

## 松本峠の画像

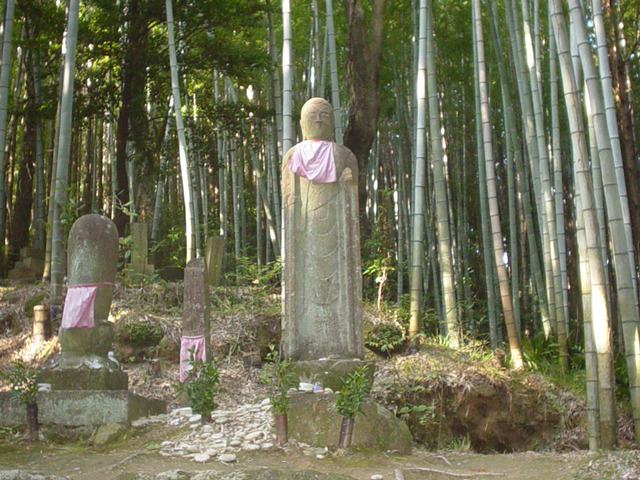
松本峠にあるお地蔵さん
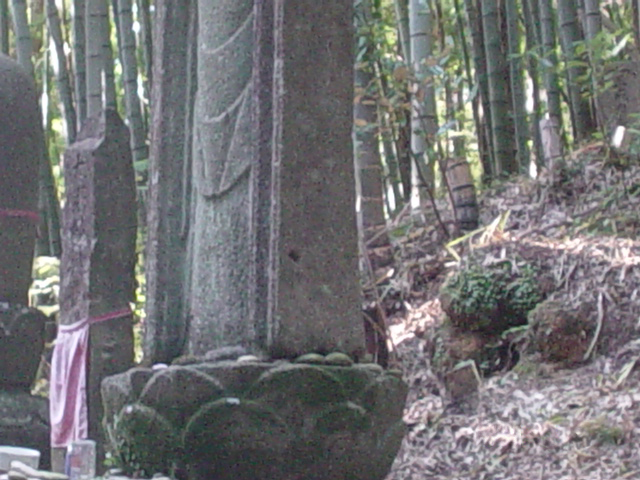
鉄砲撃ちの大馬新左衛門が撃ったとされる穴
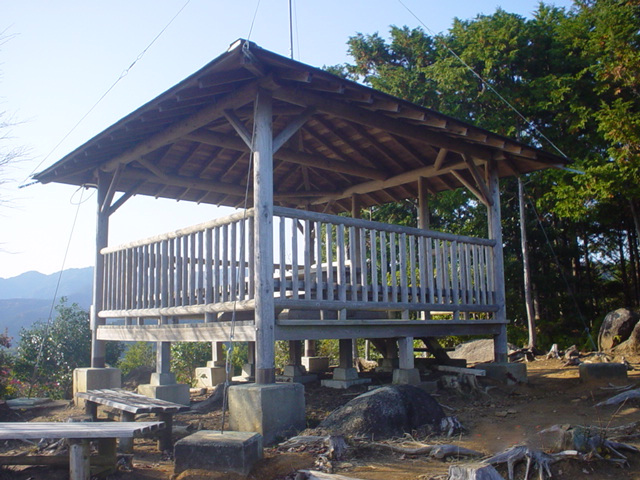
松本峠の東屋